# Bispado de Brandemburgo
O O Bispado de Brandemburgo (em latim: Episcopatus Brandenburgensis ou Dioecesis Brandenburgensis) era uma diocese católica estabelecida pelo rei Otão I do Sacro Império Romano-Germânico em 948, no território da Marca Geronis (leste da Saxônia), a leste do rio Elba. O bispado era uma diocese sufragânea do arcebispado de Magdeburg, e sua sede era Brandenburg an der Havel.
O príncipe-bispado de Brandemburgo (em alemão:  Hochstift Brandenburg) foi um estado do Sacro Império Romano por algum tempo, provavelmente a partir de 1161/1165. No entanto, os bispos de Brandemburgo nunca conseguiram ganhar o controle de um território significativo, sendo ofuscados pelo Margraviate de Brandemburgo, que originalmente estava na mesma cidade. A catedral, cercado por outras instituições eclesiásticas, estava localizada no Dominsel (Ilha da Catedral), que formou um distrito de imunidade príncipe-episcopal (Domfreiheit), distinto da cidade de Brandemburgo. Somente em 1929 o distrito de imunidade - entretanto antigo - foi incorporado na própria cidade.